# Partido judicial de Jerez de la Frontera
El Partido judicial de Jerez de la Frontera es uno de los 85 partidos judiciales en los que se divide Andalucía y uno de los en los 14 que se divide la Provincia de Cádiz. Comprende los municipios de Jerez de la Frontera y San José del Valle, con una población total de 217.717 habitantes (2023). 
Dispone de las siguientes instituciones judiciales:
- Oficial decanato
- Sección 8ª de la Audiencia Provincial de Cádiz
- 8 juzgados de primera instancia
- 5 juzgados de instrucción
- 3 juzgados de lo social
- Juzgado de lo contencioso-administrativo
- Juzgado de violencia sobre la mujer
- 3 juzgados de lo penal
- Juzgado de menores
- Fiscalía de área (2 sedes)
- Servicio común de notificaciones y embargos
- Oficina del Registro Civil
- Equipo técnico de menores
- Juzgado de guardia[3]

## Ciudad de la Justicia
Las distintas instituciones judiciales se encuentran repartidas por la ciudad. En la Avenida Tomás García Figueras se encuentran cinco de los siete juzgados de primera instancia, así como los cinco de Instrucción y el de violencia sobre la mujer, en un edificio alquilado de la Calle Índico se encuentran los otros dos juzgados de primera instancia y el de lo Contencioso-Administrativo, y en la Avenida Alcalde Álvaro Domecq están ubicados los tres juzgados de lo social, los tres de lo penal, el juzgado de menores y la sección octava de la Audiencia Provincial. Debido a esto, se ha proyectado la construcción de una ciudad de la justicia, aunque su futuro emplazamiento todavía no se ha dado a conocer.